# 지진재해

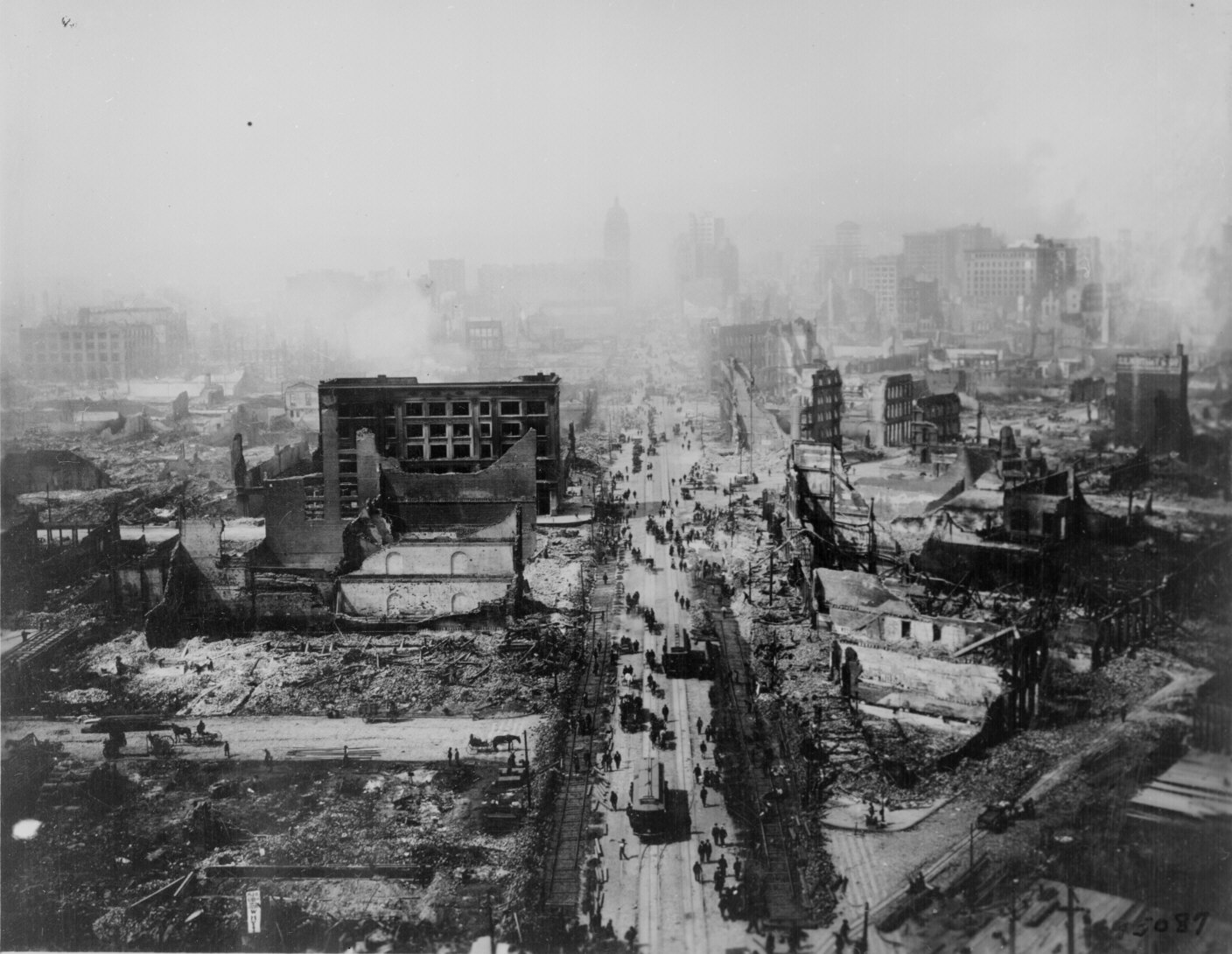
1906년 샌프란시스코 지진의 피해 모습.

지진재해(地震災害)란 지진으로 발생한 여러 재해를 통틀어 일컫는 말이다. 줄여서 진재(일본어: 震災 신사이[*])라고도 한다. 대규모로 발생한 지진재해를 대진재라고도 부른다.
일본에서는 지진재해를 대규모지진대책특별조치법 제2조 1항에 따라 "지진동에 의해 직접 발생하는 피해 및 이에 따라 발생하는 쓰나미, 화재, 폭발 및 그 밖의 이상현상에 의해 발생하는 피해"로 정의하고 있다. 대한민국에서도 지진으로 발생하는 여러 물리적 피해 및 사회적 현상을 통틀어 지진재해로 말하고 있으며 한국 지진연구센터에서도 지진재해과 관련하여 연구를 시행하고 있다.

## 개요

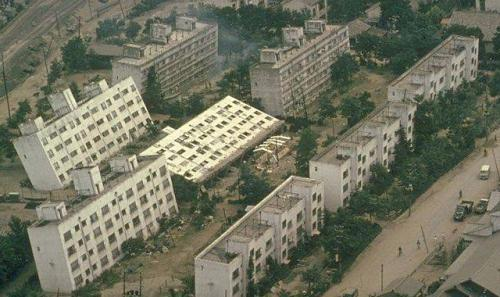
1964년 니가타 지진 당시 지반이 액상화되어 완전히 누워서 쓰러져버린 아파트.

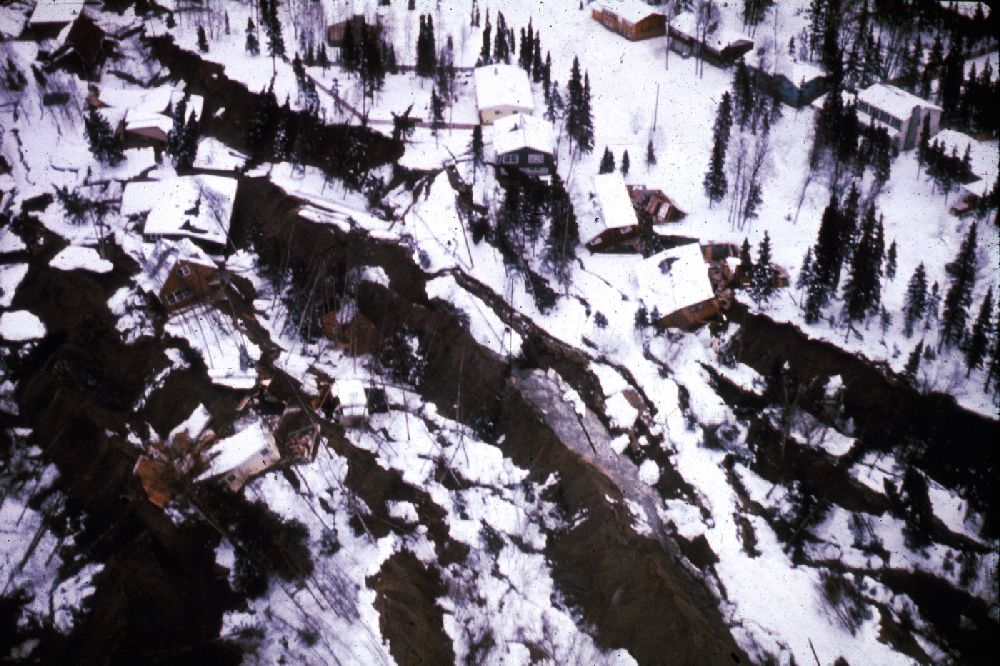
1964년 알래스카 지진의 여파로 발생한, 앵커리지 교외의 턴어겐 하이츠(Turnagain Heights)의 산사태 피해.

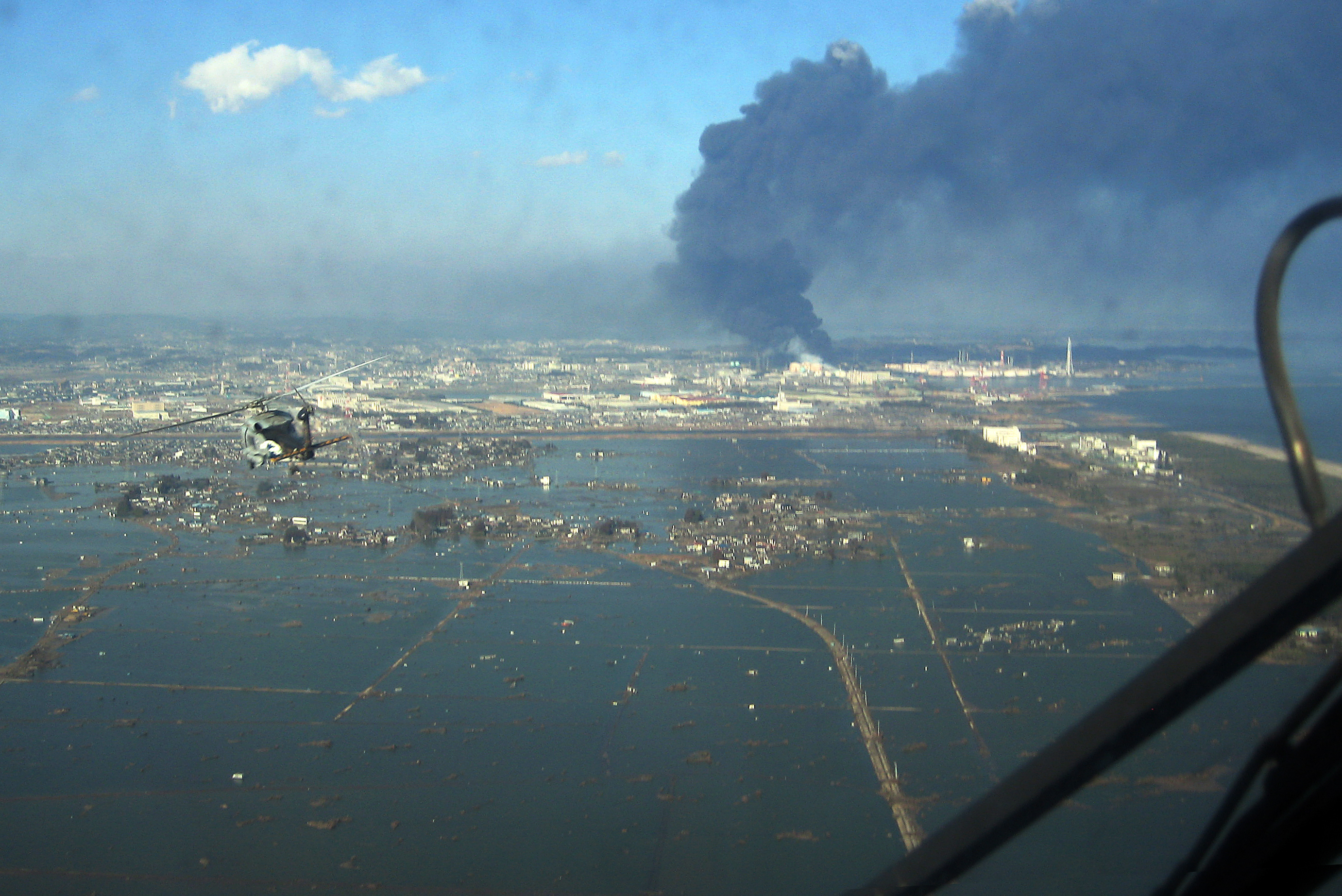
2011년 도호쿠 지방 태평양 해역 지진 당시 미야기현 센다이시 미야기노구 연안 상공에서 북쪽 센다이항을 바라보고 촬영한 항공 사진. 원래 땅이었던 곳 대부분이 쓰나미 때문에 물에 잠겨 있다.

지진재해는 지진 그 자체에 기인하는 1차 재해와 부수적으로 발생하는 2차 재해로 나뉜다. 1차 재해는 강한 지진동에 의한 지표나 지하 구조물의 파괴, 지반의 붕괴, 해일로 인한 가옥이나 선박의 유실·파괴 등이 있다. 또한 2차 재해에는 화재, 수도, 전기, 가스, 통신망의 파괴, 생활물자 유통망의 파괴로 인한 생활의 혼란 등을 말한다. 도시의 경우 2차 재해 특히 석유화학공장, 자동차의 연료, 건물의 연료 화재에 의한 비중이 커진다. 이 경우의 대책은 주로 도시 내에 있는 발화원을 줄이고 건물밀집지역의 방재작업이 원활하도록 하고, 도시 설계 당시부터 방재도시로 설계하는 것이다.
오늘날의 지진재해 대책의 특징은 1차 재해의 경감 및 2차 재해의 억지에 그 역점을 두고 있다. 대지진이 발생하면 가옥이 파괴되거나 손상되고, 지면에는 균열이 생기며, 또한 모래같은 땅에서 물이 분출하는 '분사현상' 등이 일어난다. 또한 산사태 등도 발생하여 큰 피해를 가져온다. 지진대와 화산대는 거의 일치해 지진으로 인한 충격으로 화산이 폭발하면 화산재구름이 하늘을 덮치는 등 피해가 속출한다. 특히 위험한 것은 지진에 따라 일어나는 화재로서 지진 그 자체에 의한 피해보다 불에 의한 피해가 훨씬 크다. 건축물의 피해에 관해서는 지진공학이란 특별한 공학부분이 있어서 그 대책을 연구하고 있으며, 내진 건축법이 고안되고 있다. 지진학이나 지진공학의 지식을 이용하여 지진재해를 경감시키는 것을 진재대책이라고 한다.
지진으로 발생하는 여러 현상에는 다음이 있다.

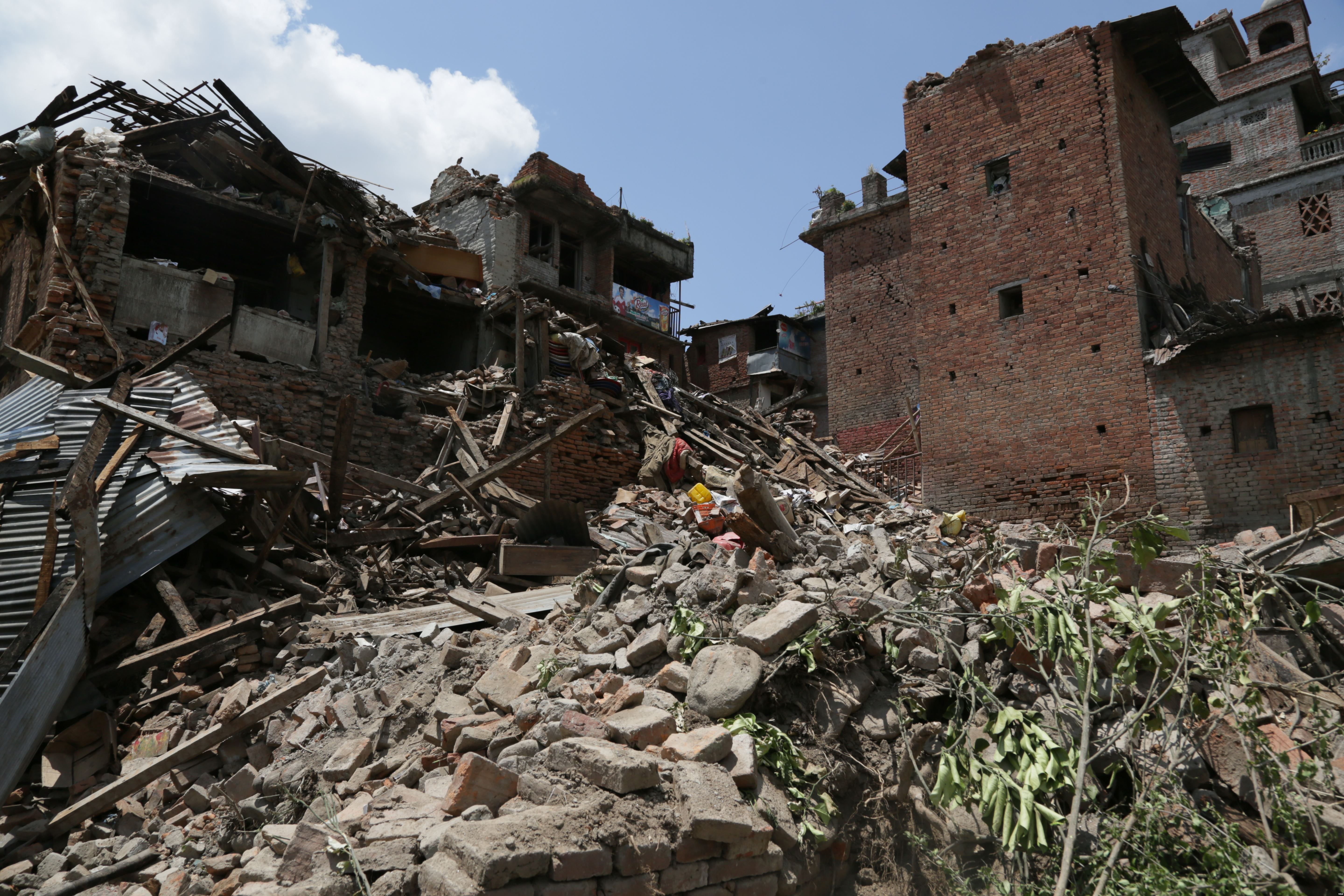
2015년 4월 네팔 지진으로 카트만두의 건물이 붕괴한 모습.

흔들림과 지반 파열
흔들림과 지반 파열은 지진으로 발생하는 주로 건축물과 기타 단단한 구조물에 여러 심각한 손상을 입히는 피해이다. 한 지역에서 흔들림으로 인한 피해 심각성은 지진의 규모, 진원과의 거리, 지역적, 지질학적, 지형적 조건 등등 여러 가지 복잡한 조건의 조합으로 달라지며 이 조건으로 파동의 진폭이 증폭되거나 감소될 수 있다. 지반의 흔들림은 최대 지반 가속도(PGA)로 계산한다.
특정 지역의 지리적, 지질학적, 지구조론적 조건 때문에 약한 규모의 지진에서도 지표면에 강한 흔들림이 느껴질 수 있다. 이런 현상을 지역적, 국지적 증폭 현상이라고 말한다. 이런 증폭 현상은 보통 단단한 깊은 토양에서 부드러운 얉은 토양으로 지진파가 전달되면서 퇴적물의 전형적인 지질학적 특성으로 지진 에너지가 한 곳으로 모이면서 발생한다. 예를 들어 1995년 일본에서 일어난 한신·아와지 대진재를 일으킨 효고현 남부 지진 당시에는 진도7을 감지한 지역이 기다란 띠 모양으로 생겨났다. 강한 진동을 느낀 지역이 띠 모양으로 생겨난 이유는 진원역을 만든 단층이 부드러운 지반인 오사카평야에 한신칸을 향해 직선 모양으로 뻗어 있었고 롯코산지와 오사카평야의 경계부에서 지진파가 간섭이나 증폭 현상을 일으켰기 때문이다. 이 때 발생한 강한 진동을 느낀 띠 지역은 진앙에서 약 30 km 떨어진 지점까지 이어졌다.
지반 파열은 단층의 흔적을 따라 지구의 표면이 눈에 띄게 부서지고 변위가 생기는 현상으로 대지진의 경우 수 미터에 해당하는 지반 파열이 발생할 수 있다. 지반 파열은 댐, 교량, 원자력 발전소와 같은 대형 구조물에게 있어서 가장 큰 위협이며 구조물의 수명 내에 지반이 파열될 수 있는 모든 단층을 식별하기 위해 기존에 알려진 단층을 전부 지도화하는 과정이 중요하다.
토양액상화
토양액상화는 물에 모래와 같은 입자상을 띈 물질이 포화되어 일시적으로 그 강도를 잃고 고체에서 액체로 성질이 바뀌는 현상이다. 토양액상화는 건물이나 다리와 같은 단단한 구조물도 액상화가 되어버린 퇴적물, 땅 아래로 기울어지거나 가라앉게 만들 수 있다. 예를 들어 1964년 알래스카 지진 당시 광범위한 토양액상화 현상이 발생하여 많은 건물이 땅 속으로 가라앉다 붕괴되는 현상이 일어났다.
인적 피해
지진은 사망 및 부상자 발생, 도로와 교량의 손상, 전반적인 재산 피해, 건물 붕괴 또는 불안정화 등 다양한 인적, 물적 피해를 가져다 줄 수 있다. 또한 지진이 지나간 이후 여파로 전염병의 유행이나 기타 질병 감염, 기본적인 필수품 부족, 공황발작과 같은 정신적 충격, 생존자들의 집단 우울증, 보험료 상승 등 다양한 2차 피해를 입을 수 있다.
산사태
지진은 산사태라는 지질학적으로 큰 위협을 가하는 사면의 불안정화를 일으킬 수 있다. 특히 산지에서 지진이 발생할 경우 구조 작업을 진행하는 동안에도 산사태의 위협을 받아 2차 피해가 이어질 수 있다.
화재
지진으로 전력망이나 가스관이 손상되어 화재가 발생할 수 있다. 여기에 수도관이 파열되거나 압력을 상실할 경우 한번 화재가 시작한다면 진압하기 매우 어려워질 수 있다. 예를 들어 1906년 샌프란시스코 지진 당시에는 지진 자체의 사망자보다는 지진 이후 발생한 화재로 인한 사망자가 더 많았다.
쓰나미
쓰나미는 해저에서 지진이 발생했을 때 대량의 물이 급작스럽게 움직이면서 발생하는 초장주기, 초장파 해파이다. 열려 있는 대양에서는 쓰나미 파도간 거리는 100 km가 넘을 수 있으며 파도의 주기는 5분에서 1시간 이상까지 다양하다. 이런 쓰나미는 수심에 따라 다르지만 시속 600-800 km의 속도로 이동한다. 지진이나 해저 산사태로 발생한 큰 쓰나미는 수 분 안에 해안가 지방을 덮칠 수 있다. 또한 쓰나미는 대양을 지나 수천 km 떨어진 다른 대륙까지도 이동할 수도 있고 이런 거대한 쓰나미를 일으킨 지진은 몇 시간 후에는 쓰나미가 덮쳐 아주 먼 해안 지역도 파괴될 수 있다.
일반적으로 규모 M7.5 이하의 지진은 쓰나미를 일으키지 않지만, 간혹가다 섭입대의 지진의 경우 간혹 M7.5 이하 규모의 지진에서도 쓰나미가 관측된 사례가 있다, 대부분의 거대하면서 피해가 큰 쓰나미는 규모 M7.5 이상의 지진에서 발생하였다.
홍수
지진의 2차적 영향으로 댐이 영향을 받아 파괴되면 홍수가 발생할 수 있다. 또한 지진으로 산사태가 일어나 천연댐이 만들어진 후 이 천연댐이 붕괴하여 홍수가 발생할 수 있다.
예를 들어, 타지키스탄의 사레즈호는 고대 지진으로 만들어진 산사태 댐(천연댐)인 우소이댐이 만들어져 형성된 지역이다. 이 댐이 붕괴할 경우 심각한 피해를 입을 수 있는데 향후 지진이나 기타 원인으로 우소이댐이 붕괴한다면 약 5백만명이 홍수 피해를 입을 수 있다.

## 명명
일본 기상청은 재해 발생 이후 구조 및 복구 활동을 원활히 하고 재해의 경험과 교훈을 후대에 전승한다는 목적으로 큰 재해를 일으킨 자연현상에 대해서 명칭을 정하고 있는데 그 중 지진에 대한 기준은 아래와 같다.
- (가) 지진의 규모가 큰 경우
  - 육역: M7.0 이상(깊이 100 km 이하)와 동시에 최대진도 5강 이상
  - 해역: M7.5 이상(깊이 100 km 이하)와 동시에 최대진도 5강 이상 또는 쓰나미 높이 2 m 이상
- (나) 현저한 피해가 발생한 경우(완전 붕괴된 가옥 100채 이상 등 큰 재산 피해 및 상당한 인명 피해)
- (다) 군발지진 중 피해가 매우 큰 경우 등

## 대진재
대진재(대규모 지진재해)는 일본 내에서 많이 사용하는 표현이며 한국어에서는 표준어로 인정되는 말이나, 잘 쓰이지 않는다.
일본 기상청과 별도로 일본 정부가 특정 재해를 공식적으로 명명하는 기준은 존재하지 않지만, 지진동으로 인한 피해가 '국난'을 초래한다고 볼 경우 대진재로 명명하고 있다.
또한 일본 정부와는 무관하게 니가타현청이 2004년 니가타현 주에쓰 지진의 피해를 자체적으로 "니가타현 주에쓰 대진재"로 명명하고 사용하는 경우가 있다.
일본의 대진재
- 간토 대진재 - 1923년 9월 1일 Mw7.9-8.2의 간토 대지진으로 인한 재해.
- 한신·아와지 대진재 - 1995년 1월 17일 Mw6.9의 효고현 남부 지진으로 인한 재해.
- 동일본 대진재 - 2011년 3월 11일 Mw9.1의 도호쿠 지방 태평양 해역 지진으로 인한 재해.

또한, 사망자가 3,700명이 넘는 1948년 후쿠이 지진의 재해를 '후쿠이 대진재'라고 부르기도 한다. 그 외에 언론 등에서 '대진재'라 부르는 경우는 다음과 같다.
- 2004년 10월 23일 니가타현 주에쓰 지진 대진재
- 2011년 3월 12일 나가노현 북부 지진 대진재[27]

## 참고 문헌
- 이기화 (2016년 10월 30일).  박상준, 편집. 《모든 사람을 위한 지진 이야기》 1판. 서울: 사이언스북스. ISBN 978-89-8371-730-6.